# Jerzy Lesisz
Jerzy Franciszek Lesisz (ur. 29 listopada 1890 w Piotrkowie, zm. wiosną 1940 w Charkowie) – doktor medycyny, pułkownik lekarz Wojska Polskiego, ofiara zbrodni katyńskiej.

## Życiorys
Syn Józefa i Antoniny z Woźniakowskich. W 1908 ukończył Prywatne Gimnazjum Jacobsona w Piotrkowie. W 1917 ukończył studia medyczne w Moskwie. Żołnierz I Korpusu Polskiego w Rosji.
W 1918 został przyjęty do Polskiej Siły Zbrojnej w stopniu porucznika i przydzielony do 1 pułku piechoty, późniejszego 7 pułku piechoty Legionów. 12 października Rada Regencyjna „ustaliła starszeństwo rangi” na 1 stycznia 1918. W listopadzie tego roku został przyjęty do Wojska Polskiego. 29 stycznia 1919 został przeniesiony z 1 pułku piechoty do Departamentu Sanitarnego Ministerstwa Spraw Wojskowych w Warszawie na stanowisko młodszego referenta Sekcji II. W czasie wojny z bolszewikami walczył, jako dowódca pociągu sanitarnego nr 17. Na tym stanowisku 24 września 1920 został zatwierdzony z dniem 1 kwietnia 1920 w stopniu kapitana w korpusie lekarskim, w „grupie byłych Korpusów Wschodnich i byłej armii rosyjskiej”. 1 czerwca 1921 pełnił służbę w Kierownictwie Transportów Wojskowych M.S.Wojsk. pozostając na ewidencji Kompanii Zapasowej Sanitarnej Nr I w Warszawie.
W 1922 został zweryfikowany w stopniu majora ze starszeństwem z dniem 1 czerwca 1919 i 357. lokatą w korpusie oficerów rezerwowych sanitarnych, grupa lekarzy. Będąc oficerem rezerwowym został zatrzymany w służbie czynnej. Ponownie pełnił służbę w Departamencie Sanitarnym Ministerstwa Spraw Wojskowych w Warszawie pozostając na ewidencji 1 Batalionu Sanitarnego. Z dniem 1 lipca 1924 został przemianowany na oficera zawodowego w stopniu majora ze starszeństwem z dniem 1 czerwca 1919 i 63/5 lokatą w korpusie oficerów sanitarnych. Z dniem 2 listopada 1927 został przydzielony do Wyższej Szkoły Wojennej w Warszawie, w charakterze hospitanta VIII Kursu Normalnego. W sierpniu 1929, po ukończeniu kursu, został przeniesiony służbowo do Oddziału IV Sztabu Głównego na stanowisko referenta. W czerwcu 1930 powrócił do Departamentu Zdrowia M.S.Wojsk. na stanowisko kierownika referatu. Awansowany na podpułkownika ze starszeństwem z dniem 1 stycznia 1931 i 2. lokatą w korpusie oficerów sanitarnych. W 1933 został przeniesiony z M.S.Wojsk. do Centrum Wyszkolenia Sanitarnego w Warszawie na stanowisko starszego ordynatora. W 1936 był wykładowcą w CWSan. i jednocześnie komendantem Wojskowego Szpitala Sezonowego przy ulicy Suchej w Ciechocinku. Mieszkał w Warszawie przy ulicy Oboźnej 7 m. 1a. W 1939 był kierownikiem zespołu kadry zapasowej szpitali polowych.
W czasie kampanii wrześniowej 1939 po agresji ZSRR na Polskę dostał się do niewoli sowieckiej. Przebywał w obozie w Starobielsku. Wiosną 1940 został zamordowany przez funkcjonariuszy NKWD w Charkowie i pogrzebany w Piatichatkach, gdzie od 17 czerwca 2000 mieści się oficjalnie Cmentarz Ofiar Totalitaryzmu w Charkowie. Jego grób symboliczny znajduje się na Starych Powązkach w Warszawie (kwatera 176-3-34).
Postanowieniem nr 112-48-07 Prezydenta RP Lecha Kaczyńskiego z 5 października 2007 został awansowany pośmiertnie do stopnia generała brygady. Awans został ogłoszony 9 listopada 2007 w Warszawie, w trakcie uroczystości "Katyń Pamiętamy – Uczcijmy Pamięć Bohaterów".

## Ordery i odznaczenia
- Krzyż Walecznych[22]
- Medal Niepodległości
- Złoty Krzyż Zasługi – 10 listopada 1938[23]
- Medal Pamiątkowy za Wojnę 1918-1921 "Polska Swemu Obrońcy"
- Medal Dziesięciolecia Odzyskanej Niepodległości
- Medal Międzysojuszniczy „Médaille Interalliée”